# Elmadi Zhabraílov
Elmadi Zainaidíyevich Zhabraílov (en ruso: Эльмади Зайнайдиевич Жабраилов; Jasaviurt, 6 de septiembre de 1965) es un deportista kazajo de origen daguestano que compitió para la Unión Soviética en lucha libre. Su hermano Lukman compitió en el mismo deporte, aunque bajo la bandera de Moldavia.
Participó en dos Juegos Olímpicos de Verano, obteniendo una medalla de plata en Barcelona 1992, en la categoría de 82 kg; y el sexto lugar en Atlanta 1996.
Ganó dos medallas en el Campeonato Mundial de Lucha, oro en 1989 y plata en 1995, y tres medallas en el Campeonato Europeo de Lucha entre los años 1989 y 1991.

## Palmarés internacional
| Representando a la URSS           |                          |                   |           |
| Campeonato Mundial                |                          |                   |           |
| Año                               | Lugar                    | Medalla           | Categoría |
| 1989                              | Martigny (Suiza)         | Medalla de oro    | 82 kg     |
| Campeonato Europeo                |                          |                   |           |
| Año                               | Lugar                    | Medalla           | Categoría |
| 1989                              | Ankara (Turquía)         | Medalla de bronce | 82 kg     |
| 1990                              | Poznań (Polonia)         | Medalla de plata  | 82 kg     |
| 1991                              | Stuttgart (Alemania)     | Medalla de oro    | 82 kg     |
| Representando al Equipo Unificado |                          |                   |           |
| Juegos Olímpicos                  |                          |                   |           |
| Año                               | Lugar                    | Medalla           | Categoría |
| 1992                              | Barcelona (España)       | Medalla de plata  | 82 kg     |
| Representando a Kazajistán        |                          |                   |           |
| Campeonato Mundial                |                          |                   |           |
| Año                               | Lugar                    | Medalla           | Categoría |
| 1995                              | Atlanta (Estados Unidos) | Medalla de plata  | 82 kg     |